# 新竹州
新竹州（日语：／ Shinchiku shū）是台灣日治時期設置的行政區劃之一，轄域為今桃園市、新竹市、新竹縣、苗縣。

## 行政區劃
| 新竹州行政區劃（1920～1945年）                                              |
| a 新竹郡 中壢郡 桃園郡 大 溪 郡 竹 東 郡 竹南郡 苗栗郡 大 湖 郡 - a：新竹市 |

### 市、郡
新竹州於昭和20年（1945年）管轄一市、八郡。
| 編號 | 名稱   | 假名（歷史假名遣） | 轄屬區域   | 治所   | 備註                                                       |
| ---- | ------ | ------------------ | ---------- | ------ | ---------------------------------------------------------- |
| 1    | 新竹市 | しんちくし         | 15町31大字 | 東門町 | 1930年由新竹郡新竹街改制。今新竹市全境東區、北區、香山區。 |
| 2    | 新竹郡 | しんちくぐん       | 2街3       | 新竹市 |                                                            |
| 3    | 中壢郡 | ちゆうれきぐん     | 2街3       | 中壢街 |                                                            |
| 4    | 桃園郡 | たうゑんぐん       | 1街4       | 桃園街 |                                                            |
| 5    | 大溪郡 | たいけいぐん       | 1街1 1蕃地 | 大溪街 |                                                            |
| 6    | 竹東郡 | ちくとうぐん       | 1街5 1蕃地 | 竹東街 |                                                            |
| 7    | 竹南郡 | ちくなんぐん       | 2街4 1蕃地 | 竹南街 |                                                            |
| 8    | 苗栗郡 | べうりつぐん       | 2街6       | 苗栗街 |                                                            |
| 9    | 大湖郡 | たいこぐん         | 3庄1蕃地     | 大湖   |                                                            |

### 街、
| 郡       | 名稱   | 備註                                                           |
| -------- | ------ | -------------------------------------------------------------- |
| 新 竹 郡 | 新埔街 | 今新竹縣新埔鎮                                                 |
| 新 竹 郡 | 關西街 | 今新竹縣關西鎮                                                 |
| 新 竹 郡 | 竹北   | 今新竹縣竹北市                                                 |
| 新 竹 郡 | 紅毛   | 今新竹縣新豐鄉                                                 |
| 新 竹 郡 | 湖口   | 今新竹縣湖口鄉                                                 |
| 新 竹 郡 | 新竹街 | 1930年升格州轄市                                               |
| 新 竹 郡 | 舊港   | 1941年廢庄，與六家庄合併成立竹北庄；今新竹縣竹北市、新竹市北區一部分 |
| 新 竹 郡 | 六家   | 1941年廢庄，與舊港庄合併成立竹北庄；今新竹縣竹北市、新竹市東區一部分 |
| 新 竹 郡 | 香山   | 1941年廢庄，併入新竹市；今新竹市香山區                           |
| 新 竹 郡 | 蕃地   | 1944年廢止，併入關西街；今新竹縣關西鎮錦山里                   |
| 中 壢 郡 | 中壢街 | 今桃園市中壢區                                                 |
| 中 壢 郡 | 楊梅街 | 今桃園市楊梅區                                                 |
| 中 壢 郡 | 平鎮   | 今桃園市平鎮區                                                 |
| 中 壢 郡 | 新屋   | 今桃園市新屋區                                                 |
| 中 壢 郡 | 觀音   | 今桃園市觀音區                                                 |
| 桃 園 郡 | 桃園街 | 今桃園市桃園區                                                 |
| 桃 園 郡 | 蘆竹   | 今桃園市蘆竹區                                                 |
| 桃 園 郡 | 大園   | 今桃園市大園區                                                 |
| 桃 園 郡 | 龜山   | 今桃園市龜山區                                                 |
| 桃 園 郡 | 八塊   | 今桃園市八德區                                                 |
| 大 溪 郡 | 大溪街 | 今桃園市大溪區                                                 |
| 大 溪 郡 | 龍潭   | 今桃園市龍潭區                                                 |
| 大 溪 郡 | 蕃地   | 今桃園市復興區、新竹縣尖石鄉玉峰村一部分                       |
| 竹 東 郡 | 竹東街 | 今新竹縣竹東鎮                                                 |
| 竹 東 郡 | 芎林   | 今新竹縣芎林鄉                                                 |
| 竹 東 郡 | 橫山   | 今新竹縣橫山鄉                                                 |
| 竹 東 郡 | 北埔   | 今新竹縣北埔鄉                                                 |
| 竹 東 郡 | 峨眉   | 今新竹縣峨眉鄉                                                 |
| 竹 東 郡 | 寶山   | 今新竹縣寶山鄉                                                 |
| 竹 東 郡 | 蕃地   | 今新竹縣尖石鄉（不含玉峰村一部分）、五峰鄉                     |
| 竹 南 郡 | 竹南街 | 今苗栗縣竹南鎮                                                 |
| 竹 南 郡 | 頭分街 | 今苗栗縣頭份市                                                 |
| 竹 南 郡 | 三灣   | 今苗栗縣三灣鄉                                                 |
| 竹 南 郡 | 南     | 今苗栗縣南鄉 （不含東河村、蓬萊村一部分）                      |
| 竹 南 郡 | 造橋   | 今苗栗縣造橋鄉                                                 |
| 竹 南 郡 | 後龍   | 今苗栗縣後龍鎮                                                 |
| 竹 南 郡 | 蕃地   | 今苗栗縣南鄉東河村、蓬萊村一部分                               |
| 苗 栗 郡 | 苗栗街 | 今苗栗縣苗栗市                                                 |
| 苗 栗 郡 | 苑裡街 | 今苗栗縣苑裡鎮                                                 |
| 苗 栗 郡 | 頭屋   | 今苗栗縣頭屋鄉                                                 |
| 苗 栗 郡 | 公館   | 今苗栗縣公館鄉                                                 |
| 苗 栗 郡 | 銅鑼   | 今苗栗縣銅鑼鄉                                                 |
| 苗 栗 郡 | 三叉   | 今苗栗縣三義鄉                                                 |
| 苗 栗 郡 | 通霄   | 今苗栗縣通霄鎮                                                 |
| 苗 栗 郡 | 四湖   | 今苗栗縣西湖鄉                                                 |
| 大 湖 郡 | 大湖   | 今苗栗縣大湖鄉                                                 |
| 大 湖 郡 | 獅潭   | 今苗栗縣獅潭鄉                                                 |
| 大 湖 郡 | 卓蘭   | 今苗栗縣卓蘭鎮                                                 |
| 大 湖 郡 | 蕃地   | 今苗栗縣泰安鄉                                                 |

## 歷任知事
| 任次 | 肖像 | 姓名 (生–卒)           | 在任時間       | 在任時間       | 備註                 |
| ---- | ---- | ---------------------- | -------------- | -------------- | -------------------- |
| 1    |      | 服部仁藏 (？–？)       | 1920年9月1日   | 1921年10月8日  |                      |
| 2    |      | 常吉德壽 (1879–？)     | 1921年10月8日  | 1922年5月15日  |                      |
| 3    |      | 梅谷光貞 (1880–1936)   | 1922年5月15日  | 1923年10月25日 | 任內海岸線全線通車。 |
| 4    |      | 佐藤勸 (1877–？)       | 1923年11月3日  | 1924年12月23日 |                      |
| 5    |      | 古木章光 (1879–？)     | 1924年12月25日 | 1927年4月22日  |                      |
| 6    |      | 永山止米郎 (1884–1940) | 1927年4月22日  | 1929年4月20日  |                      |
| 7    |      | 田端幸三郎 (1886–1963) | 1929年4月20日  | 1931年5月8日   |                      |
| 8    |      | 野口敏治 (1889–1944)   | 1931年5月8日   | 1931年9月12日  |                      |
| 9    |      | 猪股松之助 (1884–？)   | 1931年9月12日  | 1932年3月15日  |                      |
| 10   |      | 內海忠司 (1884–1968)   | 1932年3月15日  | 1935年9月2日   | 任內發生關刀山地震。 |
| 11   |      | 增田秀吉 (1887–？)     | 1935年9月2日   | 1936年10月16日 |                      |
| 12   |      | 赤堀鐵吉 (1890–1968)   | 1936年10月16日 | 1939年1月28日  |                      |
| 13   |      | 林田正治 (1892–1979)   | 1939年1月28日  | 1939年7月24日  |                      |
| 14   |      | 一番瀨佳雄 (1895–1964) | 1939年7月24日  | 1940年5月25日  |                      |
| 15   |      | 宮木廣大 (1899–？)     | 1940年5月25日  | 1942年7月3日   |                      |
| 16   |      | 鈴木秀夫 (1898–1986)   | 1942年7月13日  | 1943年3月29日  |                      |
| 17   |      | 藤村寬太 (1892–？)     | 1943年3月29日  | 1943年8月7日   |                      |
| 18   |      | 江藤昌之 (1893–1984)   | 1943年8月7日   | 1945年10月25日 |                      |

## 人口
1941年（昭和16年）人口統計
- 總人口　838,011人
  - 詳細包含
    - 日本人　20,693人（佔2.4％）
    - 台灣人　815,274人（佔97.34％）
    - 朝鮮人　150人（佔0.000％）
    - 其他　1,894人（0.002％）

## 統計
| 郡市名 | 面積 （km²） | 人口 （人） | 人口 （人） | 人口 （人） | 人口 （人） | 人口 （人） | 人口 （人） | 人口密度 （人/km²） |
| 郡市名 | 面積 （km²） | 本國籍      | 本國籍      | 本國籍      | 外國籍      | 外國籍      | 計          | 人口密度 （人/km²） |
| 郡市名 | 面積 （km²） | 臺灣        | 內地        | 朝鮮        | 中華民國    | 其他外國    | 計          | 人口密度 （人/km²） |
| ------ | ------------ | ----------- | ----------- | ----------- | ----------- | ----------- | ----------- | ------------------- |
| 新竹市 | 100.5919     | 81,734      | 10,318      | 101         | 539         | 0           | 92,692      | 921                 |
| 新竹郡 | 349.9478     | 105,062     | 616         | 0           | 166         | 0           | 105,844     | 302                 |
| 中壢郡 | 386.3934     | 122,228     | 1,468       | 14          | 159         | 0           | 123,869     | 321                 |
| 桃園郡 | 303.3504     | 101,396     | 1,570       | 10          | 208         | 0           | 103,184     | 340                 |
| 大溪郡 | 577.4902     | 60,847      | 797         | 0           | 43          | 0           | 61,687      | 107                 |
| 竹東郡 | 1,031.9258   | 82,840      | 1,848       | 6           | 158         | 0           | 84,852      | 82                  |
| 竹南郡 | 432.4757     | 101,707     | 1,824       | 21          | 181         | 0           | 103,733     | 240                 |
| 苗栗郡 | 526.7393     | 141,959     | 2,434       | 13          | 524         | 0           | 144,930     | 275                 |
| 大湖郡 | 861.1001     | 34,792      | 757         | 0           | 42          | 0           | 35,591      | 41                  |
| 新竹州 | 4,570.0146   | 832,565     | 21,632      | 165         | 2,020       | 0           | 856,382     | 187                 |

## 設施

### 州立機關
- 桃園稅務出張所
- 州立新竹圖書館
- 州立商工獎勵館
- 州立工藝指導所
- 州立農事試驗場
- 州立林業試驗場（新竹州廳內）
- 州立水產試驗場（今行政院農委會水產試驗所淡水繁養殖研究中心）
- 州立種畜場
- 州立農士訓練所（1940年設立，現址為私立大成高中）
- 州立青年修練場（1938年設立於南寮，1944年遷到新竹神社外苑）
- 州立市街庄吏員養成所（1937年設立）

### 醫療
- 台灣總督府新竹醫院 （今台大醫院新竹分院）

### 法院（裁判所）
- 新竹地方法院（1938年設立）

### 刑務所
- 新竹少年刑務所 （1926年設立，戰後為台灣新竹少年監獄，今法務部矯正署新竹監獄）

### 警察
昭和20年（1945年）當時設有
- 新竹州警務部
  - 新竹警察署（今新竹市警察局）
  - 新竹郡警察課
    - 關西分室

  - 竹東郡警察課
  - 桃園郡警察課
  - 中壢郡警察課
    - 楊梅分室

  - 大溪郡警察課
    - 龍潭分室

  - 苗栗郡警察課（今苗栗縣警察局苗栗分局 （页面存档备份，存于））
  - 竹南郡警察課（今苗栗縣警察局竹南分局 （页面存档备份，存于））
  - 大湖郡警察課（今苗栗縣警察局大湖分局 （页面存档备份，存于））
    - 卓蘭分室

### 軍隊
- 步兵第19連隊（1944年（昭和19年）7月－先移駐沖繩縣那覇，之後移動至台灣新竹州一帶至終戰）
- 步兵第24連隊（1944年（昭和19年）11月－移駐台灣新竹州一帶至終戰）
- 步兵第48連隊（1944年（昭和19年）11月－移駐台灣新竹州一帶至終戰）

### 能源
- 日本海軍第六燃料廠本廠（ 支援東南亞 行動物資）
- 台灣總督府天然瓦斯研究所 （ 今 工研院前身 竹科研發中心 ）

### 礦場
- 大溪煤礦
- 竹東煤礦
- 田尾煤礦
- 錦水煤礦

### 神社

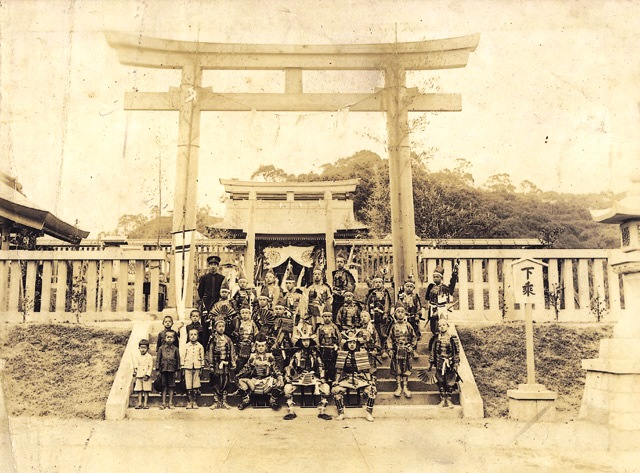
1941年大湖神社

- 新竹神社（今內政部移民署新竹收容所）
- 竹東神社（今竹東高中）
- 桃園神社（今桃園市忠烈祠）
- 中壢神社（今中壢高中）
- （今苗栗縣忠烈祠）
- 竹南神社（今竹南衛生所及私立中興商工）
- 通霄神社（今虎頭山神社步道、公園）
- 大湖神社（今大湖國中）
- 頭分神社（今僑善國小）

## 教育

### 高等教育
- 臺灣總督府新竹師範學校（今國立清華大學南大校區）

### 中等教育
修業五年
- 新竹州立桃園農業學校（今國立臺北科技大學附屬桃園農工高級中等學校）
- 新竹州立新竹中學校（今國立新竹高級中學）
- 新竹州立新竹高等女學校（今國立新竹女子高級中學）
- 新竹州立新竹工業學校（今國立新竹高級工業職業學校）
- 新竹州立新竹商業學校（今國立新竹高級商業職業學校）
- 新竹州立新竹農業學校（二戰末期疏散至苗栗，戰後未遷回新竹市，使用苗栗實踐農業學校校地，今國立苗栗高級農工職業學校）

修業二至三年（專修科）
- 新竹州立中壢家政女學校（今國立中央大學附屬中壢高級中學）
- 新竹州立桃園家政女學校（今桃園市立桃園高級中等學校）
- 新竹州立苗栗家政女學校（今國立苗栗高級中學）
- 新竹州立龍潭農業專修學校（今桃園市立龍潭高級中等學校）
- 新竹州立南崁農業專修學校（今桃園市立南崁國民中學）
- 新竹州立中壢實修農業學校（今桃園市立中壢國民中學）
- 新竹州立關西實踐農林學校（今國立關西高級中學）
- 新竹州立苗栗實踐農業學校（戰後併入新竹農業學校，新竹農業學校改為苗栗農工）

## 交通

### 新竹機場
昭和19年（1944年）當時路線包括連接到新竹火車站。

### 總督府鐵道
昭和19年（1944年）當時路線包括
- 縱貫線（今西部幹線之主要部分）

### 指定道路
| | |
| 昭和14年（1939年）當時包含以下「指定道路」（今部份俗稱古道） - 縱貫道路 - 桃園竹圍道 - 桃園大園道 - 竹圍大園道 - 大園觀音道 - 中壢觀音道 - 楊梅崁頭厝道 - 老飯店三角堀道 - 桃園尖山道 - 桃園大溪道 - 大溪角板山道 - 角板山一稜道 - カウイラン（高義蘭?）・トンフノシロワン道 - 龍潭大渓道 - 中壢龍潭道 - 平鎮關西道 - 關西石門道 | - 新社關西道 - 頭重埔芎林道 - 新竹竹東道 - 竹東内湾道 - 竹東北埔道 - 竹東上坪道 - 上坪井上道 - 新城橫山道 - 北埔珊珠湖道 - 新竹北埔道 - 新竹舊港道 - 頭分南庄道 - 頭分中港道 - 竹南台中道 - 苗公司寮道 - 苗大湖道 - 田寮後龍道 - 銅鑼通宵道 |

### 港湾
昭和13年（1938年）當時以「後龍港」（今後龍鎮新港、豐富地區）作為對中國貿易專用的「特別輸出入港」。

## 国家公園
- 次高太魯閣國立公園（次高・タロコ国立公園，雪霸國家公園、太魯閣國家公園前身）

## 外部連結
- 新竹州神社全攬